# Armand Lévy (mineralogista)
Armand Lévy (Parigi, 14 novembre 1795 – Le Pecq, 29 luglio 1841) è stato un mineralogista francese, alla nascita battezzato come Serve-Dieu Abailard, ma che ha sempre preferito essere chiamato Armand.

## Biografia
Armand Lévy studiò matematica, ed ebbe la sua abilitazione nel 1816. Si stabilì a Londra dove nel 1820 incontrò il mineralogista, Henry Heuland, che gli aveva chiesto di classificare la sua collezione. Nel 1827, Lévy andò in Belgio per controllare la stampa del libro risultante (quello che gli aveva offerto Henry Heuland). Poi diventò professore presso l'Università di Liegi. Successivamente tornò in Francia e insegnò matematica presso l'Ecole Normale Supérieure di Parigi. Armand Lévy descrisse molte specie minerarie, come babingtonite, beudantite, brochantite, brookite, forsterite, phillipsite, roselite e willemite. Il minerale Lévyne prese il nome a lui.
Morì da aneurisma all'età di 45 anni.